# Carmella
Leah Van Dale (Worcester, 23 de Outubro de 1987) é uma animadora de torcida, dançarina, lutadora profissional, manager de luta livre profissional estadunidense. Ela é mais conhecida por sua passagem pela WWE, sob o nome de ringue Carmella. Ela é ex-campeã feminina do SmackDown da WWE, ex-campeã de duplas femininas da WWE e ex-campeã 24/7 da WWE.
Em junho de 2013, Van Dale assinou um contrato com a WWE e foi designada para a sua marca de desenvolvimento NXT, em Orlando, Flórida. Em outubro de 2014, ela se aliou com Enzo Amore e Colin Cassady, tornando-se sua manager. Em julho de 2016, ela fez sua estreia no plantel principal no SmackDown. Em junho de 2017, Carmella se tornou a vencedora do primeiro combate feminino Money in the Bank. Em abril de 2018, ela se tornou a primeira mulher na história da WWE a realizar com sucesso a oportunidade do Money in the Bank, quando derrotou Charlotte Flair para conquistar o Campeonato Feminino do SmackDown da WWE. Em 2019, Carmella venceu tanto o Battle Royal Feminino da WrestleMania quanto o Campeonato 24/7 da WWE. Em novembro de 2021, após ser transferida para o Raw como parte do Draft de 2021, Carmella formou uma aliança com Queen Zelina e as duas conquistaram o Campeonato de Duplas Femininas da WWE.

## Começo de vida
Van Dale cresceu em uma pequena cidade, Worcester, Massachusetts. Ela cursou na Universidade de Rhode Island e mais tarde foi transferida para Universidade de Massachusetts Darmouth, onde ela se formou com uma bacharelato em marketing. Após a graduação, ela se tornou líder de torcida para a New England Patriots por três períodos, encerrando em 2010. Ela fez uma audição de sucesso para Los Angeles Lakers equipe de dança, aparecendo como Los Angeles Laker Girl de 2010 a 2011.

## Carreira na luta profissional

### World Wrestling Entertainment / WWE

#### NXT (2013–2016)
Em junho de 2013, Van Dale assinou contrato com a WWE, e foi designada para o território de desenvolvimento WWE NXT em Setembro. Em dezembro, ela anunciou que seu nome de ringue era Carmella.

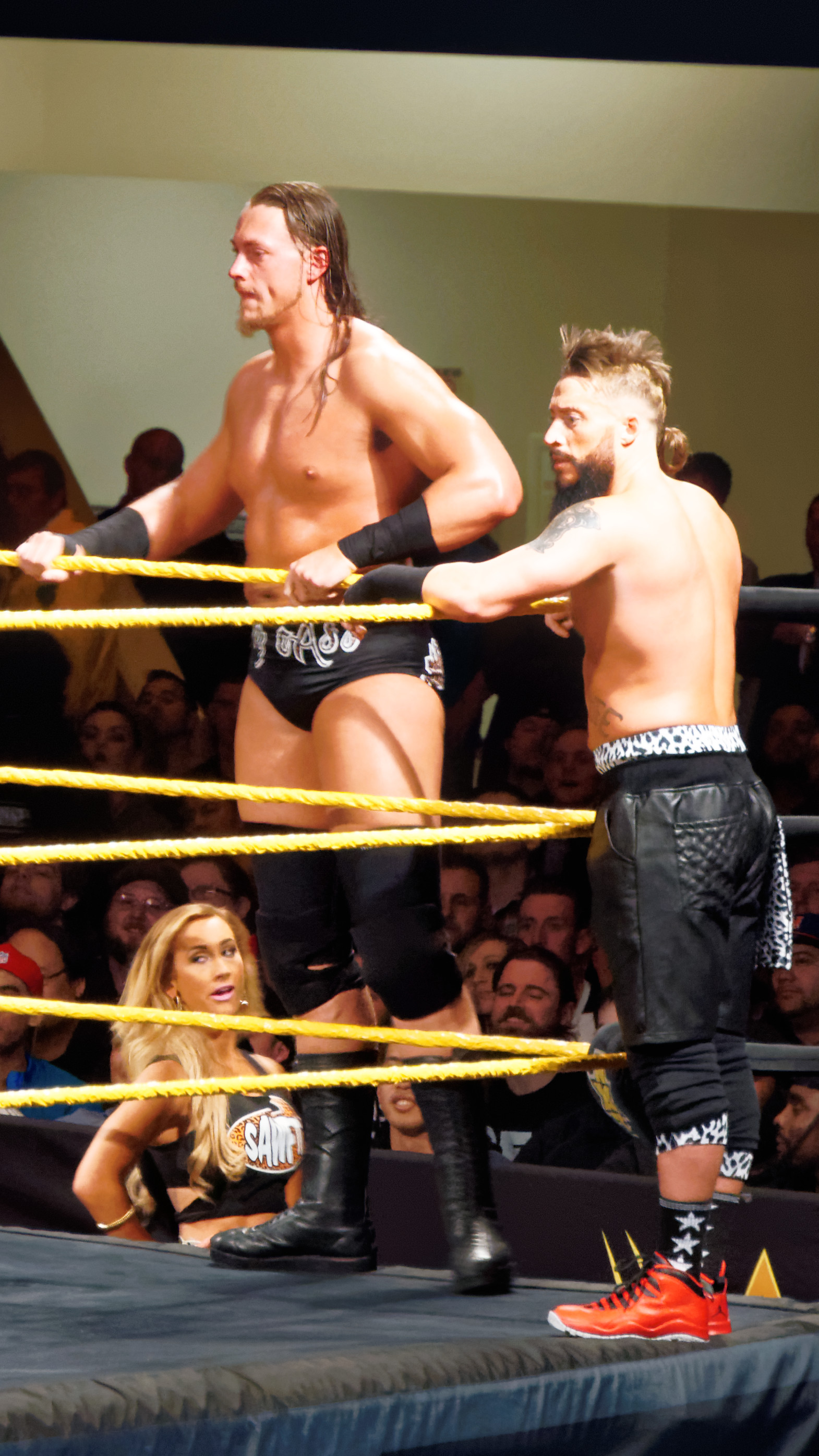
Carmella como manager de Enzo Amore e Colin Cassady em março de 2015.

Carmella fez sua primeira aparição em 4 de setembro de 2014 como uma cabeleireira em um segmento com Enzo Amore e Colin Cassady. Duas semanas depois, Carmella apareceu com Amore e Cassady no Centro de Performance da WWE, anunciando que havia perdido seu trabalho de cabeleireira devido as atitudes de Amore e Cassady, pedindo-os um trabalho no NXT. Ela fez sua estréia no ringue em 16 de outubro lutando com uma lutadora local quando Enzo e Cass apelidaram a lutadora de Blue Pants. Carmella derrotou Blue Pants em duas ocasiões futuras. Em março, Amore e Cass começaram a rivalizar pelo Campeonato de Duplas do NXT de Blake e Murphy, enquanto Blake e Murphy tentaram cortejar Carmella em diversas ocasiões Em 13 de maio, Blake e Murphy distrairam Carmella durante um combate com Alexa Bliss, causando a derrota de Carmella. Uma semana depois, no NXT TakeOver: Unstoppable, Bliss atacou Carmella durante um combate entre Enzo & Cass contra Blake & Murphy para ajudar Blake e Murphy vencer. Ainda como manager de Amore e Cassady, Carmella começou uma rivalidade com Eva Marie, levando-as a um combate (gravado no NXT TakeOver: Brooklyn) em 26 de agosto, onde Carmella perdeu. Em 23 de setembro, em uma revanche, Carmella perdeu via contagem, encerrando a rivalidade entre elas.
No começo de janeiro de 2016, Carmella venceu uma battle royal para se tornar a desafiante ao Campeonato das Mulhares do NXT de Bayley. Carmella lutou contra Bayley pelo título em 10 de fevereiro, onde perdeu. Após o combate, Eva Marie e Nia Jax atacaram ambas, levando-as a se enfrentar em um combate de equipes em 24 de fevereiro, onde Carmella e Bayley perderam. Carmella fez sua primeira aparição no roster principal em 12 de março no Roadblock, acompanhando Enzo e Cass em um combate contra The Revival campeonato de Duplas do NXT. Em 26 de maio, Carmella competiu em uma combate de ameaça tripla contra Nia Jax e Alexa Bliss para determinar a desafiante ao Campeonato das Mulheres do NXT de Asuka no NXT TakeOver: The End, mas perdeu.

#### SmackDown (2016-2018)

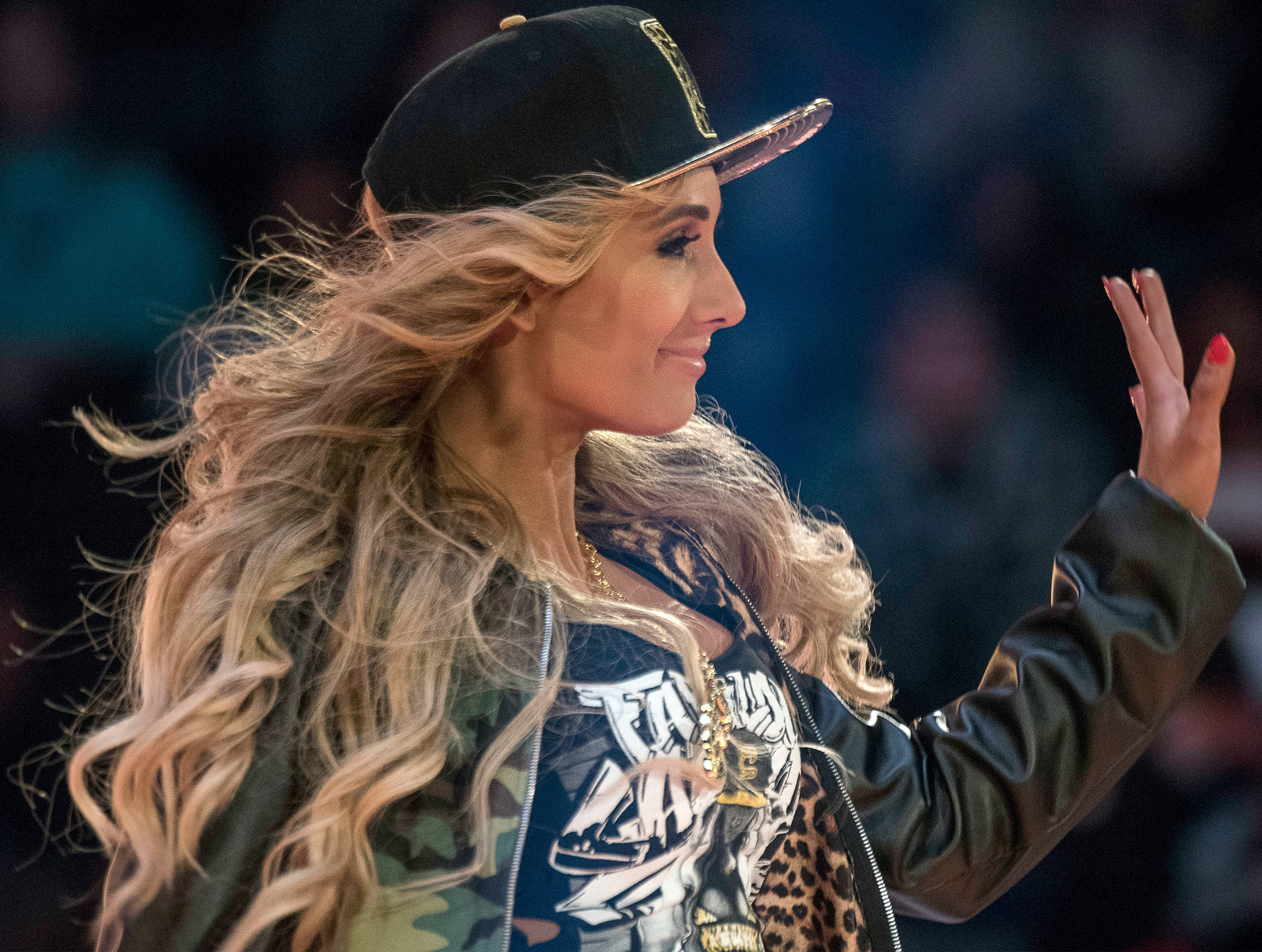
Carmella em dezembro de 2016.

Se transferiu do NXT para o SmackDown no Draft. Em 2017, no Money in the Bank, conquistou o contrato para disputa do WWE SmackDown Women's Championship, onde usou no episódio pós-WrestleMania 34 derrotando a então campeã Charlotte Flair, conquistando seu primeiro título na empresa. Foi derrotada por Charlotte no SummerSlam, perdendo o SmackDown Women's Championship, permanecendo 131 dias com o título.
Em 26 de janeiro de 2020, no Royal Rumble, Carmella participou da Royal Rumble Match, entrando no número 27 e com duração de pouco mais de seis minutos, antes de ser eliminada por Shayna Baszler. Depois de acumular algumas vitórias contra Sonya Deville e Mandy Rose, em fevereiro, Carmella ganhou uma luta pelo SmackDown Womens Championship, mas ficou aquém de Bayley. Ao longo dos próximos dois meses, ela se juntou com Dana Brooke, e as duas eventualmente desafiaram Alexa Bliss e Nikki Cross pelo WWE Women's Tag Team Championship, no entanto, elas não tiveram sucesso. Em maio, depois de derrotar Mandy Rose em uma luta de qualificação, ela participou de sua terceira Money in the Bank Ladder Match no pay-per-view homônimo, no entanto, ela não conseguiu ganhar a pasta.
Em setembro, vinhetas começaram a ser exibidas no SmackDown anunciando a chegada de uma mulher misteriosa. Seis semanas depois, no episódio de 2 de outubro do SmackDown, Carmella se revelou como a mulher misteriosa e começou a usar o novo mantra de "Untouchable", junto com uma nova música tema. Depois de um hiato de cinco meses, ela fez sua primeira aparição no programa no episódio de 6 de novembro, onde atacou Sasha Banks após sua defesa de título contra Bayley, tornando-se heel pela primeira vez desde 2018. Rumo ao final do ano, as duas continuaram se atacando em segmentos, o que acabou levando a uma luta pelo título feminido do SmackDown no TLC: Tables, Ladders & Chairs. No evento, em 20 de dezembro, Carmella enfrentou Banks pelo título mas acabou perdendo.
Carmella se uniu a Billie Kay na WrestleMania 37 para participar de uma Tag Team Turmoil para determinar as desafiantes número um contra Nia Jax e Shayna Baszler pelo WWE Women's Tag Team Championship, mas não tiveram sucesso na luta. Carmella então enfrentou as duas membras do Riott Squad individualmente e derrotou as duas. Ela então se proclamou "A mulher mais bonita de toda a WWE". Ela teria então 3 oportunidades pelo SmackDown Womens Championship contra Bianca Belair, uma no episódio de 16 de julho do SmackDown, uma no episódio de 23 de julho e uma em um house show em Louisville, Kentucky, mas durante as três vezes, ela não teria sucesso em capturar o título. Carmella foi então programada para ser a substituta de Sasha Banks no SummerSlam contra Bianca Belair, mas foi então atacada por Becky Lynch que retornava. Mais tarde, Carmella perdeu para Liv Morgan no kickoff do Extreme Rules.
Como parte do Draft de 2021, Carmella foi convocada para o RAW. Em outubro, Carmella entrou no torneio Queen's Crown, onde derrotou Liv Morgan na primeira rodada, mas perdeu para Zelina Vega nas semifinais. Como parte de sua personagem, Carmella começou a usar uma máscara protetora. No Raw de 22 de novembro, Carmella e Queen Zelina derrotaram Rhea Ripley e Nikki ASH para ganhar o WWE Women's Tag Team Championship. Na segunda noite da Wrestlemania 38, Queen Zelina e Carmella perderam os títulos para Sasha Banks e Naomi em uma Fatal 4-Way tag match, que também incluiu o time de Shayna Baszler e Natalya, além do time de Rhea Ripley e Liv Morgan. Na noite seguinte no Raw, Zelina culparia Carmella por sua derrota na Wrestlemania 38, o que levou Zelina a atacar Carmella, encerrando assim sua aliança.
Carmella então retornou a WWE em 20 de junho de 2022 e lutou em um combate que daria uma chance pelo RAW Womens Championship de Bianca Belair. Ela venceu Alexa Bliss, Asuka, Becky Lynch e Liv Morgan ganhando assim uma chance pelo título no Money in the Bank 2022.

## Vida pessoal
Van Dale é canhota. Ela possui certificado como instrutora fitness e personal trainer. Ela é filha de Paul Van Dele, um ex-lutador profissional que trabalhou como jobber para WWE nos anos 90. Suas personalidades favoritas na luta livre são Miss Elizabeth e Trish Stratus.

## No wrestling
- Movimentos de finalização
  - Modified figure-four headscissors[42][43][44][45]
- Movimentos secundários
  - Atomic drop[31][45]
  - Bodyscissors[22][46]
  - Lotus lock[22]
  - Múltiplas variações de big boot
    - Correndo enquanto oponente curvado[47][48]
    - esparcado ao oponente no turnbuckle[31][44][45][49]

  - Múltiplas variações de pinfall
    - Backslide[43][49]
    - Crucifix[31][33]
    - Oklahoma roll[27][43]
    - Sunset flip[31]
    - Schoolgirl[31][33][43][50]
    - Small package[31][27]

  - Monkey flip com uma perna[31][45][49][50]
  - Reverse STO[31][43][44][45]
  - Rope-aided hurricanrana[26][43][44][47]
  - Dropkick com uma perna correndo[43][45][46][49]
  - Suicide dive[31]
  - Superkick[45][50]
  - Sitout rear mat slam[43][47][48]
  - Staten Island Shuffle (turnbuckle thrust correndo ou bronco buster correndo[51][31][44][45][49] com teatralidade)
  - Lou Thesz Press, seguido por múltiplos socos/mat slams[44][47][48][49]
  - Vertical suplex[22][33]
- Foi manager de
  - Enzo Amore e Big Cass[52]
- Alcunhas
  - "The Princess of Staten Island"[2]
  - "Miss Money In The Bank"

## Títulos e prêmios
- Guinness World Records

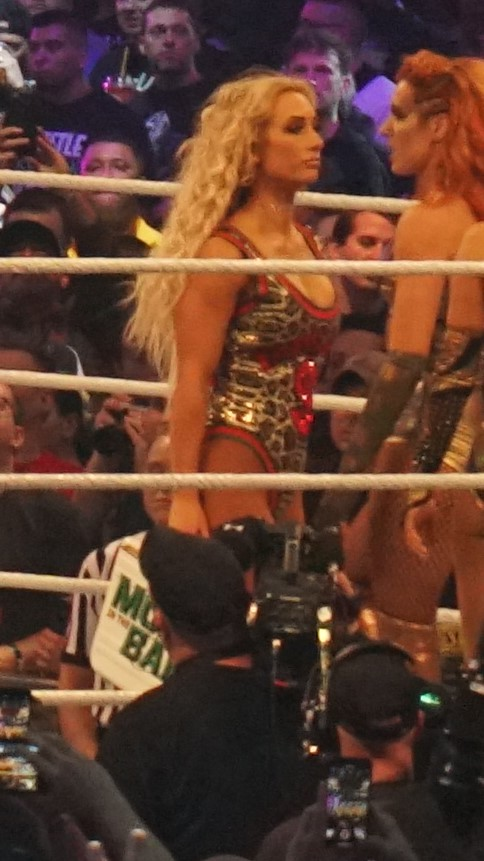
Carmella com a maleta do Money in the Bank em 2017.

  - Recorde mundial: Maior tempo detendo a maleta do WWE Money in the Bank[53]
- Pro Wrestling Illustrated
  - PWI a colocou na #7ª posição das 100 melhores lutadoras individuais no PWI Women's 100 em 2018[54]
  - PWI a colocou na #93ª posição das 150 melhores lutadoras individuais no PWI Women's 150 em 2021.[55]
- Women's Wrestling Fan Awards
  - Lutadora Mais Evoluída do Ano (2018)[56]
- WWE
  - Campeonato 24/7 da WWE (4 vezes)[57]
  - Campeonato Feminino do SmackDown (1 vez)[58]
  - Campeonato de Duplas Femininas da WWE (1 vez) – com Queen Zelina[59]
  - Mixed Match Challenge (Temporada 2) – com R-Truth[60]
  - Money in the Bank Feminino (2017)[a]
  - Battle Royal Feminino da WrestleMania (2019)